# Ectrosia ovata
Ectrosia ovata är en gräsart som beskrevs av Night. Ectrosia ovata ingår i släktet Ectrosia och familjen gräs. Inga underarter finns listade i Catalogue of Life.